# Gran Premio Polla de Potrillos (Argentina)
El Gran Premio Polla de Potrillos es una carrera de caballos de raza Pura Sangre de Carrera perteneciente al Grupo I de la escala internacional y forma parte del proceso selectivo de cada generación.
Constituye el primer eslabón de la Triple Corona argentina y de la Cuádruple Corona argentina.
Está reservada para potrillos de 3 años de edad y se disputa en el mes de septiembre sobre la distancia de 1600 m en la pista de arena del Hipódromo de Palermo.

## Últimas ganadores del Gran Premio Polla de Potrillos[2][3]
| Año  | Ganador         | País | Jockey                  | País | Padre            | País | Madre             | País | Criador               | Caballeriza           | Chaquetilla        |
| ---- | --------------- | ---- | ----------------------- | ---- | ---------------- | ---- | ----------------- | ---- | --------------------- | --------------------- | ------------------ |
| 2024 | Giustino        |      | Eduardo Ortega Pavón    |      | Full Mast        |      | Ginga             |      | Haras La Providencia  | La Providencia        | Horse racing silks |
| 2023 | El Kodigo       |      | Gustavo Calvente        |      | Equal Stripes    |      | I'm Moving On     |      | Marovi sa             | Juan Antonio          | Horse racing silks |
| 2022 | El Musical      |      | Juan Cruz Villagra      |      | Il Campione      |      | Rhythm And Soul   |      | Haras El Paraíso      | Mamina                |                    |
| 2021 | Irwin           |      | Juan Cruz Villagra      |      | Seek Again       |      | Irwina            |      | Haras Carampangue     | Volver al Futuro      |                    |
| 2020 | Top One City    |      | Cristian Velazquez      |      | Cityscape        |      | Miss Top One      |      | Haras Firmamento      | Nuestras Hijas (LP)   |                    |
| 2019 | Miriñaque       |      | Francisco Gonçalves     |      | Hurricane Cat    |      | Langostura        |      | Haras De La Pomme     | Parque Patricios      | Horse racing silks |
| 2018 | American Tattoo |      | Gustavo Calvente        |      | Not For Sale     |      | American Whisper  |      | Haras La Pasión       | Juan Antonio          | Horse racing silks |
| 2017 | The Great Day   |      | Luciano Cabrera         |      | Harlan's Holiday |      | The Great Glory   |      | Haras Firmamento      | Firmamento            | Horse racing silks |
| 2016 | In The Dark     |      | Pablo Falero            |      | Mutakddim        |      | Nada Oscura       |      | Haras La Quebrada     | Doña Pancha           | Horse racing silks |
| 2015 | Le Blues        |      | Jose Aparecido Da Silva |      | Roman Ruler      |      | La Balada         |      | Haras Vacación        | Santa Elena           | Horse racing silks |
| 2014 | El Moisés       |      | Edwin Talaverano        |      | Manipulator      |      | Eleodora          |      | Haras Don Arcángel    | S. de B.              | Horse racing silks |
| 2013 | Peten Itza      |      | Cristian Quiles         |      | Sultry Song      |      | High Book         |      | Haras Gran Amigo      | La Fia-cca            | Horse racing silks |
| 2012 | Sol Planet      |      | Juan Cruz Villagra      |      | Silver Planet    |      | Potrafras         |      | Haras La Macarena     | Yamandú               | Horse racing silks |
| 2011 | Chuck Berry     |      | Jorge Ruiz Díaz         |      | Grand Reward     |      | Wild Berry        |      | Haras La Quebrada     | John Fulton           | Horse racing silks |
| 2010 | Es Corino       |      | Edwin Talaverano        |      | Espaciado        |      | Potricorina       |      | Haras Vadarkblar      | El Comité             | Horse racing silks |
| 2009 | Don Valiente    |      | Julio César Méndez      |      | Orpen            |      | Vacancy Girl      |      | Haras San Benito      | San Benito            | Horse racing silks |
| 2008 | Mi Amiguito     |      | Julio César Méndez      |      | Indygo Shiner    |      | Yankee Star       |      | Carlos Monayer        | Haras y Stud Don Nico | Horse racing silks |
| 2007 | Ilusor          |      | Gustavo Calvente        |      | Parade Marshal   |      | Ilusora           |      | Haras Vacación        | Aladino               | Horse racing silks |
| 2006 | Dancing For Me  |      | Fernando Lemma          |      | Lucky Roberto    |      | Malefique         |      | Haras Arroyo de Luna  | Ana Ruth              | Horse racing silks |
| 2005 | Gold For Sale   |      | Pablo Falero            |      | Not For Sale     |      | Malefique         |      | Haras Arroyo de Luna  | Ana Ruth              | Horse racing silks |
| 2004 | Urquell         |      | Julio César Méndez      |      | Roy              |      | United Nations    |      | Haras La Providencia  | La Providencia        | Horse racing silks |
| 2003 | Fogoso Nov      |      | Pablo Falero            |      | Romanov          |      | Foy               |      | Haras Firmamento      | Tano de Ley           | Horse racing silks |
| 2002 | Peasant         |      | Pedro Robles            |      | Equalize         |      | Nashira           |      | Julio y Mario Perkins | La Frontera           | Horse racing silks |
| 2001 | Ice Point       |      | Pablo Falero            |      | Roy              |      | Ice The Champagne |      | Haras Vacación        | Vacación              | Horse racing silks |
| 2000 | City West       |      | Juan Carlos Noriega     |      | Candy Stripes    |      | City Girl         |      | Haras Abolengo        | Mariano A.            | Horse racing silks |
| 1999 | Asidero         |      | Edwin Talaverano        |      | Fadeyev          |      | Lady Aspasia      |      | Haras de la Pomme     | La Pomme              | Horse racing silks |
| 1998 | Chevillard      |      | Néstor Oviedo           |      | Southern Halo    |      | Charme            |      | Haras La Quebrada     | Las Telas             | Horse racing silks |
| 1997 | Golfer          |      | Francisco Arreguy       |      | Oceanside        |      | Go Together       |      | Haras La Quebrada     | Las Telas             | Horse racing silks |
| 1996 | Refinado Tom    |      | Jorge Valdivieso        |      | Shy Tom          |      | Ma Raffine        |      | Haras La Biznaga      | La Biznaga            | Horse racing silks |
| 1995 | Gentlemen       |      | Jacinto Herrera         |      | Robin Des Bois   |      | Elegant Glance    |      | Haras de la Pomme     | La Pomme              | Horse racing silks |
| 1994 | Berliner        |      | Jacinto Herrera         |      | Ringaro          |      | Belice            |      | Haras La Quebrada     | Andrea E.             | Horse racing silks |
| 1993 | Bat Cana        |      | Jorge Valdivieso        |      | Batty            |      | Clank             |      | Haras La Biznaga      | La Biznaga            | Horse racing silks |
| 1992 | Valenti         |      | Jorge Caro              |      | Ringaro          |      | Vendome           |      | Haras Abolengo        | La Angostura          |                    |
| 1991 | Intérprete      |      | Walter Serrudo          |      | Farnesio         |      | Inaccesible       |      | Haras Abolengo        | La Magdalena          |                    |
| 1990 | Oceanside       |      | Jacinto Herrera         |      | Babor            |      | Oh' Sun           |      | Haras La Quebrada     | La Quebrada           | Horse racing silks |